# 이경자 (소설가)
이경자(1948년 1월 28일 ~ )는 대한민국의 소설가이다. 본관은 평창.

## 학력
- 양양여자고등학교 졸업
- 서라벌예술대학 문예창작학 학사

## 경력
- 2005년 11월 제 2기 환경부 환경홍보사절

## 생애
1973년 서울신문 신춘문예에 단편소설 《확인》으로 등단하였다. 1988년 여성 문제를 본격적으로 다룬 소설집 《절반의 실패》로 당시 사회에 큰 충격과 반향을 일으켰다. 이후 독립적 인격체로서의 여성을 탐구하고 여성의 근원성을 깊이있게 성찰하는 작품들을 선보여왔다.
주요 작품으로 소설『배반의 城』, 『사랑과 상처』, 『혼자 눈뜨는 아침』, 『황홀한 반란』, 『할미소에서 생긴 일』, 『절반의 실패』, 『꼽추네 사랑』, 『정(情)은 늙지도 않아』,『계화(桂花)』, 『천 개의 아침』, 『빨래터』, 『순이』 등이 있다. 산문 『반쪽 어깨에 내리는 비』, 『이경자, 모계 사회를 찾다』, 『딸아, 너는 절반의 실패도 하지 마라』, 『남자를 묻는다』 등이 있다.
『사랑과 상처』로 1999년 제 4회 한무숙문학상을 수상하였다.
제 6회 고정희문학상 수상자로 선정됐다. 고정희 상은 페미니스트 시인이자 운동가였던 고정희의 정신을 이어가기 위해 '(사)또하나의문화'가 2001년부터 페미니즘 실현에 이바지한 여성에게 격년으로 수여하는 상이다.

## 저서

### 소설
- 《정은 늙지도 않아》(문이당, 1999년)ISBN 8974561220
- 《그 매듭은 누가 풀까》(실천문학사, 2003년)ISBN 8939204700
- 《계화》(생각의나무, 2005년)ISBN 8984985112
- 《천 개의 아침》(이룸, 2007년)ISBN 9788957073315
- 《꼽추네 사랑》(문이당, 2007년)ISBN 9788974563813
- 《귀비의 남자》(중앙북스, 2008년)ISBN 9788961884389
- 《빨래터》(문이당, 2009년)ISBN 9788974564209
- 《순이》(사계절, 2010년)ISBN 9788958284857

### 산문
- 《이경자 모계사회를 찾다》(이룸, 2001년)ISBN 8987905691
- 《딸아, 너는 절반의 실패도 하지 마라》(향연, 2007년)ISBN 9788991094246

## 상훈
- 1991년 제4회 한무숙 문학상
- 2011년 제6회 고정희 상